# Hybanthus
Hybanthus Jacq. – rodzaj roślin z rodziny fiołkowatych (Violaceae). Według Plants of the World w obrębie tego rodzaju znajduje się 46 gatunków. Jest rodzajem niemal kosmopolitycznym – występuje naturalnie w strefach równikowej, zwrotnikowych i podzwrotnikowych całego świata. Gatunkiem typowym jest H. havanensis Jacq.

## Morfologia
PokrójZimozielone rośliny jednoroczne, byliny lub półkrzewy, tworzące czasami kłącza.
LiściePojedyncze, naprzeciwległe lub naprzemianległe, zaopatrzone w przylistki nie przylegające do ogonków liściowych.
KwiatyGrzbieciste, obupłciowe, pojedyncze lub zebrane w skąpo ukwieconych gronach, rozwijają się w kątach pędów. Mają 5 wolnych działek kielicha. Płatków jest 5, są wolne i nierówne, przedni jest znacznie bardziej rozwinięty niż pozostałe i zaopatrzony w ostrogę. Kwiaty mają 5 zrośniętych pręcików. Zalążnia jest jednokomorowa, ze słupkiem górnym.
OwoceTorebki.

## Systematyka
Pozycja systematyczna rodzaju
Rodzaj należy do rodziny fiołkowatych (Violaceae), a w jej obrębie do podrodziny Violoideae i plemienia Violeae.
Lista gatunków
- Hybanthus albus (A.St.-Hil.) Baill.
- Hybanthus austrocaledonicus Melch.
- Hybanthus bennettiae R.L.Barrett
- Hybanthus biacuminatus (Rusby) Schulze-Menz
- Hybanthus caledonicus (Turcz.) Cretz.
- Hybanthus capensis (Thunb.) Engl.
- Hybanthus chiapensis Lundell
- Hybanthus concolor (T.F.Forst.) Spreng.
- Hybanthus cymulosus C.A.Gardner
- Hybanthus danguyanus H.Perrier
- Hybanthus debilissimus F.Muell.
- Hybanthus decaryanus H.Perrier
- Hybanthus denticulatus H.E.Ballard, Wetter & N.Zamora
- Hybanthus domingensis Urb. & Ekman
- Hybanthus durus (Baker) O.Schwartz
- Hybanthus epacroides Melch.
- Hybanthus fruticulosus (Benth.) I.M.Johnst.
- Hybanthus galeottii (Turcz.) C.V.Morton
- Hybanthus guanacastensis Standl.
- Hybanthus havanensis Jacq.
- Hybanthus heterosepalus Hassl.
- Hybanthus leptopus Schulze-Menz
- Hybanthus leucanthus Urb. & Ekman
- Hybanthus lineatus (Ortega) M.Gómez
- Hybanthus longipes (Dowell) Standl.
- Hybanthus melchiorianus Schulze-Menz
- Hybanthus micranthus Guillaumin
- Hybanthus mossamedensis Mendes
- Hybanthus nanus (A.St.-Hil.) Paula-Souza
- Hybanthus peninsularis M.E.Jones
- Hybanthus proctorii Lundell
- Hybanthus procumbens (Griseb.) M.Gómez
- Hybanthus puberulus M.G.Gilbert
- Hybanthus pumilio Standl.
- Hybanthus purpusii Standl.
- Hybanthus racemifer Schulze-Menz
- Hybanthus rosei Standl.
- Hybanthus salacioides Schulze-Menz
- Hybanthus serrulatus Standl.
- Hybanthus tenuifolius Standl.
- Hybanthus thiemei (Donn.Sm.) C.V.Morton
- Hybanthus urbanianus Melch.
- Hybanthus vatsavayae C.S.Reddy
- Hybanthus vernonii (F.Muell.) F.Muell.
- Hybanthus volubilis E.M.Benn.
- Hybanthus yucatanensis Millsp.